# .týždeň
.týždeň je slovenský politicko-společenský týdeník, vycházející od prosince 2004, který se kriticky zabývá politickou situací na Slovensku a v zahraničí, kromě toho se věnuje i kultuře. .týždeň je konzervativně orientované periodikum.
Šéfredaktorem týdeníku je Štefan Hríb, který je zároveň i jeho zakladatelem. .týždeň vydává společnost W PRESS a. s., jejímž je Hríb místopředsedou. Redakci tvoří většina redaktorů z bývalé redakce týdeníku Domino fórum, jako například Eva Čobejová, Martin Hanus nebo František Šebej.
Hlavními akcionáři W PRESS-u, který vydává .týždeň, byli od jeho vzniku Vladimír Čečetka a Ladislav Rehák. V dozorčí radě byl kromě jiných i Fedor Gál, který však nebyl akcionářem. Koncem roku 2007 do vydavatelství vstoupili i Štefan Meszlény z komárňanských tiskáren a Rudolf Zajac, Ladislav Rehák svůj podíl prodal. V roce 2011 koupil podíl Rudolfa Zajace advokát Roman Kvasnica.
Časopis se věnuje i investigativní žurnalistice – stavu soudnictví a prokuratury, z dlouhodobých kauz například případu Hedvigy Malinové, vraždě Ludmily Cervanové či vyšetřování kauzy Gorila.
V roce 2015 odešla část konzervativnějších redaktorů do vydavatelství Postoy (později POSTOJ MEDIA), které spustilo vydávání nového konzervativního deníku Postoj. Redakci opustil také dlouholetý investigativní redaktor Marek Vagovič.

## Redaktoři a spolupracovníci
- Elena Akácsová
- Peter Bálik
- Andrej Bán
- Róbert Csere
- Eva Čobejová
- Michal Deliman
- Tatiana Dunajová
- Marína Gálisová
- Denisa Gdovinová
- Bruno Glasa
- Ondrej Grenčík
- Frédérique Hazéová
- Martin Hodál
- Peter Homola
- Mario Homolka
- Martin Horička
- Štefan Hríb
- Ľudmila Jozefáková
- Daniel Kazankov
- Daniel Klembara
- Eugen Korda
- Soňa Kundláková
- Natália Ložeková
- Rebeka Mehlyová
- Michal Magušin
- Martin Mojžiš
- Boris Németh
- Michal Novota
- Filip Olšovský
- Michal Paal
- Vladimíra Pčolová
- Veronika Pizano
- Lea Šagátová
- Ada Šimšíková
- Anton Vydra
- Matúš Zajac[9]

### V minulosti
- Robert Barca
- Jaroslav Daniška
- Martin Hanus
- Federika Homolková
- Lukáš Krivošík
- Juraj Kušnierik
- Jozef Majchrák
- Marek Vagovič
- Robert Žitňanský[9]